# Dorina Nowill
Dorina de Gouvêa Nowill (São Paulo, 28 de maio de 1919 — São Paulo, 29 de agosto de 2010) foi uma educadora, filantropa e administradora brasileira. Educadora de formação, Dorina trabalhou intensamente para a criação e implantação de instituições, leis e campanhas em prol dos deficientes visuais e pelo seu trabalho foi diversas vezes reconhecida e premiada.

## Primeiros anos
Dorina Nowill ficou cega aos 17 anos em virtude de uma infecção ocular, que ocasionou uma hemorragia. A cegueira, contudo, não a impediu que seguisse carreira na área da educação.
Em 1943, com a ajuda de Carolina Ribeiro, diretora da Escola Caetano de Campos, e sua intervenção para com o ministro da educação Gustavo Capanema por meio de uma carta entregue escrita pela própria Dorina Nowill, conseguiu o documento comprobatório da conclusão dos estudos ginasiais, o que possibilitou seu ingresso na Escola Normal.
Em 1945, conseguiu convencer a Escola Caetano de Campos, onde cursava o magistério e viria a se formar como professora, a implantar o primeiro curso de especialização de professores para o ensino de cegos. Nessa época, livros em Braille eram raríssimos e ela teve que cursar a escola como estudante normal. Após diplomar-se, viajou para os Estados Unidos com uma bolsa de estudos paga pelo governo americano para frequentar um curso de especialização na área de deficiência visual, na Universidade de Columbia.

## A “Dama da Inclusão”
De volta ao Brasil, concentrou esforços na fundação da primeira imprensa Braille de grande porte do país. A editora é uma das principais fontes de renda da fundação que criou e produz mais de 80% dos livros do Ministério da Educação para deficientes visuais, além de receber encomendas especiais de cardápios para restaurantes, instruções de segurança de companhias aéreas, bestsellers, etc.
A educadora também se voltou à regulamentação da educação para cegos. Na Secretaria de Estado da Educação de São Paulo, ela foi a responsável pela criação do Departamento de Educação Especial para Cegos e em 1961, graças a seu empenho, o direito à educação ao cego virou lei. Nessa mesma época, entre 1961 a 1973, ela dirigiu a Campanha Nacional de Educação dos Cegos, o primeiro órgão nacional de educação de cegos no Brasil, criado pelo Ministério da Educação. Também realizou programas e projetos que implantaram serviços para cegos em diversos estados da nação, além de eventos e campanhas para a prevenção da cegueira. Seis anos depois, em 1979, a professora foi eleita presidente do Conselho Mundial dos Cegos. Mais tarde, seria a idealizadora e criadora da Fundação Dorina Nowill, para deficientes visuais.
Em 1981, Ano Internacional da Pessoa Deficiente, ela foi convidada e falou na Assembleia Geral das Nações Unidas como representante brasileira. Já em 1989, o Congresso Nacional ratificou a “Convenção 1599”, da Organização Internacional do Trabalho, que trata da reabilitação, treinamento e profissionalização de deficientes visuais. Esse foi mais um desdobramento do trabalho que a educadora havia começado quase duas décadas antes, com o primeiro centro de reabilitação para cegos criado por sua fundação.
Dorina foi considerada pela Revista Época uma dos 100 brasileiros mais influentes do ano de 2009.

## Vida pessoal e morte
A filantropa casou-se com o advogado carioca Edward Hubert Alexander Nowill (1923–2013), filho de um pastor protestante inglês, a quem conheceu nos Estados Unidos, quando estudava na Universidade Columbia, como bolsista de uma fundação voltada para educação e reabilitação de cegos.
Dorina Nowill faleceu aos 91 anos, vitimada por uma parada cardíaca. Ela estava internada havia cerca de 15 dias no Hospital Santa Isabel, na zona oeste de São Paulo, para tratar uma infecção. O velório foi realizado na sede da fundação que leva seu nome. Nowill deixou cinco filhos - Alexandre, Cristiano, Denise, Dorininha e Márcio Manuel - e doze netos.